# Байтава
Байтава (словац. Bajtava) — село, громада округу Нове Замки, Нітранський край. Кадастрова площа громади — 9.33 км². Протікає Байтавський потік.
Населення 384 особа (станом на 31 грудня 2024 року).

## Історія
Байтава згадується 1261 року.

## Населення
| Рік:            | 1994. | 2004.   | 2014.   | 2024.   |
| --------------- | ----- | ------- | ------- | ------- |
| Кількість осіб: | 428   | 388     | 405     | 384     |
| Різниця:        |       | -9,34 % | +4,38 % | -5,18 % |

| Рік:            | 2023. | 2024.   |
| --------------- | ----- | ------- |
| Кількість осіб: | 388   | 384     |
| Різниця:        |       | -1,03 % |